# Derrick Harriott
Pour les articles homonymes, voir Derrick et Harriott.
Derrick Harriott, né à Kingston (Jamaïque) en 1942, est un chanteur et producteur de ska et de reggae.

## Biographie
Derrick Harriott commence à chanter en 1958, au sein des Jiving Juniors. Dès 1960, ils sortent de nombreux disques, principalement pour Coxsone Dodd et Duke Reid, comme Over The River avec Rico Rodriguez, Lollipop Girl ou I'll Go To The One I Love ave Don Drummond. Puis il se lance en solo à partir de 1962 et crée le label Crystal. Dès cette époque, on retrouve sa patte sur divers enregistrements des pionniers du reggae : The Ethiopians, Keith & Tex (en)... Son grand classique est incontestablement The Loser, une composition au riff de piano obsédant.
Il a retravaillé certaines love songs R&B pour en faire des tubes reggae, mais The Loser est une composition. Il chante également Solomon, qui sera repris plus tard par Dennis Brown.
En 1971, Swing Magazine le nomme Top Producer of 1970, alors qu'il était l'un des premiers à utiliser le maintenant renommé studio d'enregistrement de King Tubby. Là-bas, il se lie d’amitié avec Lee Perry et Bunny Lee. Il lança Big Youth et Dennis Brown, quand ce dernier avait 10 ou 12 ans.
Dans les années 1970, il sort plusieurs albums solo dont Undertaker, Songs for Midnight Lovers, et Psychedelic Lovers.
Sa version de Stop that train rhythm – Draw your brakes, interprétée par Scotty (en), a été immortalisée par le film The harder they come, dont elle constitue la séquence d’ouverture.
Derrick Harriot a aussi travaillé avec U Roy et I Roy, Augustus Pablo ou encore Bongo Herman (en).
Producteur, Derrick Harriot est aussi distributeur, disquaire et chanteur. Il le prouve sur un morceau intitulé Slave, que King Tubby déclina en plus de 30 versions différentes.
Derrick Harriot symbolise la fertilité de la relation producteur/ingénieur du son/interprète dans la Jamaïque des années 1960-70, quand les artistes venaient solliciter les services des uns ou des autres selon le son recherché.
Bien qu'on ne l'ait que peu entendu dans les années 1980, en termes de sorties solo, il connait dans les années 1990 une carrière plus prolifique, avec Sings Jamaican Rock Steady Reggae, For a Fistful of Dollars, Derrick Harriott & Giants, et Riding the Roots Chariot.

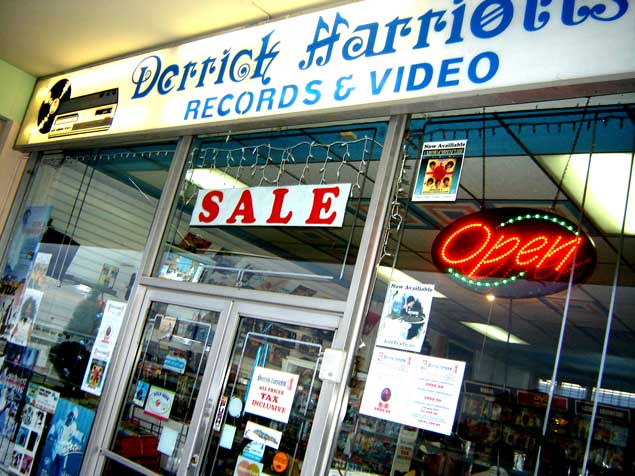
Magasin de disques de Derrick Harriott à Kingston

Il tient aujourd'hui une boutique de disques et vidéos à Kingston et réédite sporadiquement certaines de ses anciennes productions.

## Discographie

### Albums
- The Best Of Derrick Harriott - 1965 - Island
- The Best Of Derrick Harriott Volume 2 - 1968 - Trojan
- Sings Jamaican Reggae - 1969 - Crystal/Pama (en)
- The Crystalites - Undertaker - 1970 Trojan
- Psychedelic Train - 1970 - Crystal/Trojan
- Presents Scrub-A-Dub Reggae - 1974 - Crystal
- More Scrubbing The Dub - 1975 - Crystal
- Songs For Midnight Lovers - 1976 - Crystal/Trojan
- Derrick Harriott & The Revolutionaries - Reggae Chart Busters Seventies Style - 1977
- Reggae Disco Rockers - 1977 - Charmers
- Born to Love You - 1979 - Crystal

### Compilations
- Derrick Harriott & Various Artists - 14 Chartbuster Hits - 1973 - Crystal
- Derrick Harriott & The Crystalites / Chariot Riders - 1970 - Blockbuster Reggae Instrumentals
- Greatest Reggae Hits - 1975 - Crystal/Trojan
- Disco 6 - 1977
- Enter The Chariot - 1978
- Derrick Harriott & Various Artists - Those Reggae Oldies - 1978
- Derrick Harriott & The Jiving Juniors - The Donkey Years 1961-1965 - Jamaican Gold (en) (1993)
- Derrick Harriott & Various Artists - Step Softly 1965-1972 - Trojan (1988)
- Derrick Harriott - Sings Jamaican Rock Steady Reggae - Jamaican Gold (en)
- Derrick Harriott & The Crystalites - For A Fistful of Dollars - Jamaican Gold (en)
- From Chariot's Vault Volume 2: 16 Reggae Hits - Jamaican Gold (en)
- Derrick Harriott & Various Artists - Riding the Roots Chariot - 1998 - Pressure Sounds (en)
- Derrick Harriott & Various Artists - Skin To Skin - 1989 - Sarge
- Derrick Harriott & Various Artists - Musical Chariot - 1990 - Charly Records
- Riding The Roots Chariot - 1999 - Pressure Sounds (en).
- A Place Called Jamaica - 2002 - Makasound. Compilation de chansons produites dans les années 1960 et 1970 par Derrick Harriott.
- Rocksteady Party - 2006 - Trojan. Réédition de l’album initialement sorti en 1967 avec de nombreux bonus.